# Maria Geltrude Salandri
Maria Geltrude Salandri, O.P. (14. ledna 1690 Řím – 22. března 1748 Valentano) byla italská řeholnice, dominikánka a mystička.

## Život
Narodila se 14. ledna 1690 v Římě jako dcera Daniela a Anny Pasqua Passaniti. Měla šest sourozenců. Pokřtěna byla následující den v kostele San Giovanni dei Fiorentini. Vyrůstala ve zbožném prostředí. Duchovně ji vedla její babička a kněží oratoriáni. Ve dvanácti letech přijala první svaté přijímání a v této době si za svůj vzor vybrala svatou Kateřinu Sienskou.
Zpočátku chtěla vstoupit do kláštera klarisek v Tivoli, ale její otec byl proti. Za nějaký čas vstoupila do noviciátu sester dominikánek v klášteře svaté Kateřiny Sienské ve Viterbu. Roku 1711 přijala řeholní hábit a jméno Maria Geltrude. Zde započaly její mystické zážitky s přijetím stigmat.
Roku 1731 odešla do Valentana, kde s pomocí sestry Anny Marii Starnini založila klášter a stala se jeho převorkou. V novém klášteře absolvovala duchovní cvičení vedené svatým Pavlem od Kříže. Roku 1745 zahájila stavbu nemocnice.
Zemřela 22. března 1748 v pověsti svatosti.

## Proces svatořečení
Proces byl zahájen 13. srpna 1763 v diecézi Viterbo. Dne 10. února 1884 uznal papež Lev XIII. její hrdinské ctnosti.